# سارا شاکولووا

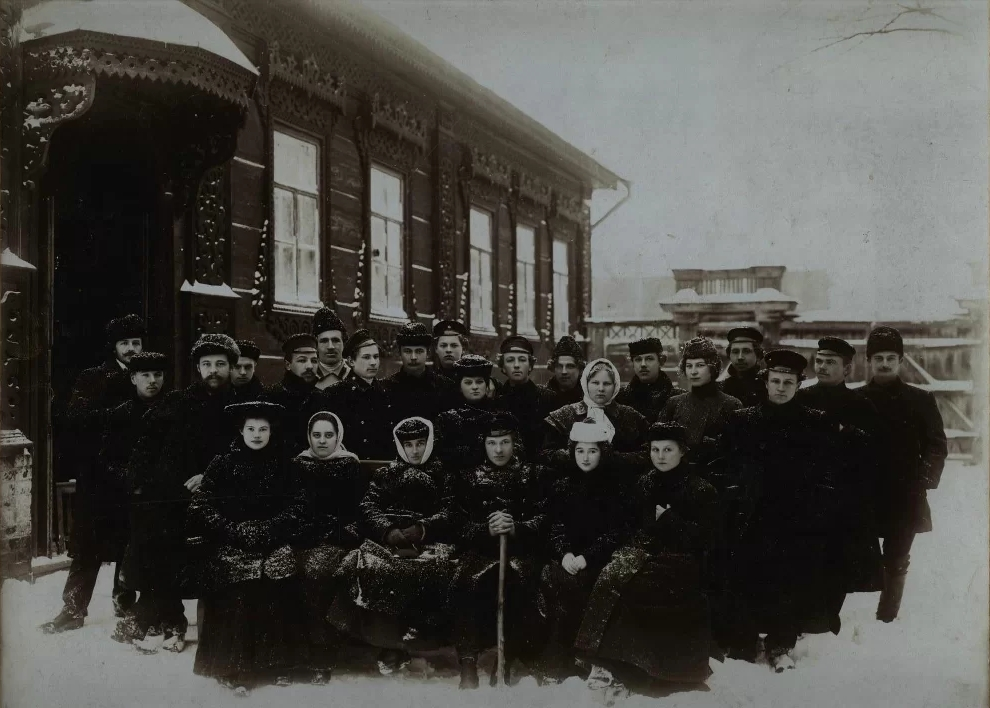
سارا شاکولووا (نفر پنجم از راست) در کنار انقلابیون، ۱۹۰۷–۱۹۰۸.

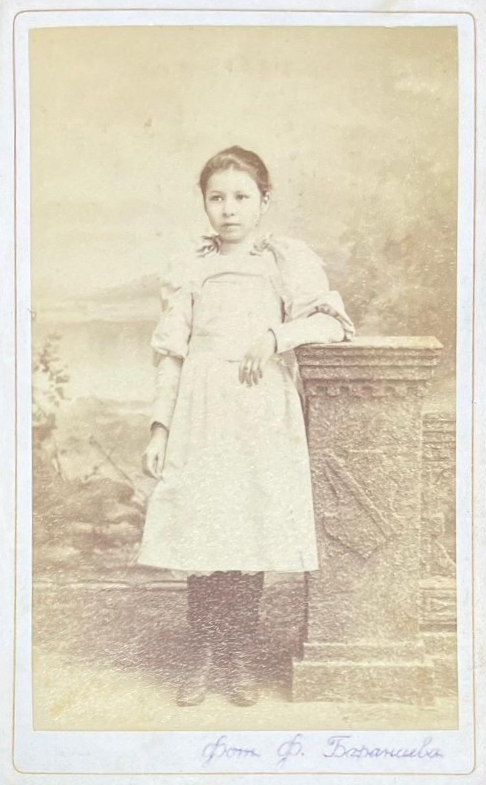
سارا شاکولوا در کودکی

سیده سارا کاسیمونا شاکولووا (روسی: Сара Касимовна Шакулова؛ ۲۷ ژوئیه ۱۸۸۷–۵ سپتامبر ۱۹۶۴) ریاضیدان روسی و اولین ریاضیدان زن با تبار تاتار بود.
شاکولووا در کالج رئال زارایسک در استان ریازان (۱۹۱۵–۱۹۱۶) با حقوق ۱۱۲–۱۸۵ روبل، کالج تجاری زنانه شهری کازان (۱۹۱۶–۱۹۱۹)، مدرسه تاتار آیتووا و مدرسه زنانه خوسینووا ریاضی تدریس کرد. در سال‌های ۱۹۱۹–۱۹۲۳، او به عنوان معاون کمیسر خلق برای آموزش و پرورش و رئیس دفتر اصلی آموزش فنی حرفه‌ای جمهوری سوسیالیستی شوروی باشقیرستان کار کرد. او از سال ۱۹۱۲ تا ۱۹۱۵ معلم خصوصی بود و به زبان‌های تاتاری، روسی و فرانسوی صحبت می‌کرد.
در سال ۱۹۲۳، به دعوت کمیساریای خلق برای آموزش، او به مسکو نقل مکان کرد و در آنجا به عنوان بازرس مدارس غیرروسی زبان مشغول به کار شد. همزمان، در مدارس و مؤسسات آموزش عالی ریاضی تدریس می‌کرد. از سال ۱۹۲۵، او مدیر مدرسه تاتار شماره ۱ ن. نریمانوف در مسکو بود.
مادر او به نام اف.ای. شکولوا، ۳۰ سال از او بزرگتر بود، برادری به نام اخمتا که ۳ سال از او بزرگتر بود، و خواهرانی به نام‌های لیلا و آمینه که به ترتیب ۱۲ و ۱۴ سال از او کوچکتر بودند.

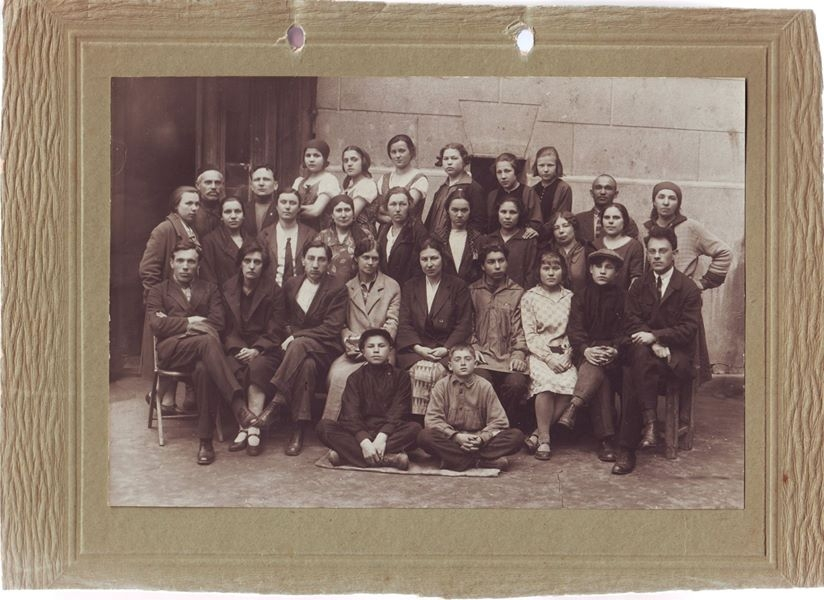
سارا شاکولووا با دانش آموزان همکلاسی در دهه ۱۹۲۰